# Modul (Kognitionswissenschaften)
Mit Modul bezeichnet man in den Kognitions- und Neurowissenschaften eine funktionale Einheit, unabhängig von der neuronalen Organisation. Es wird angenommen, dass der kognitive Apparat eine Zusammensetzung aus vielen unterschiedlichen Modulen ist, welche alle eine distinkte, evolutionär entstandene Funktion erfüllen.  
Im menschlichen Gehirn beispielsweise gibt es Module für Sprache, für mathematisches Denken, für psychologisches Einfühlungsvermögen sowie für viele andere kognitiven Funktionen. Die Hirnareale, die dabei aktiv sind, müssen nicht räumlich abgegrenzte neuronale Einheiten sein. Vielmehr sind bei all diesen Funktionen in der Regel verschiedene Regionen aktiv. Der Ausdruck Modul beschreibt daher mehr die abstrakte Einheit. In den letzten Jahren setzt sich allerdings zunehmend der Begriff „kognitive Domäne“ durch.